# Andrew Surman
Andrew Ronald Edward Surman (Johannesburg, Dél-afrikai Köztársaság, 1986. augusztus 20. –) dél-afrikai születésű angol labdarúgó, aki jelenleg a Bournemouth-ban játszik, középpályásként.

## Pályafutása klubcsapatokban

### Kezdeti évek
Surman családja születése előtt Nagy-Britanniából Johannesburgba, Dél-Afrikába költözött, apja munkája miatt, aki egy biztosító cégnél dolgozott. A család 1995-ben visszaköltözött Southamptonba, ahol Surman a Hedge End Rangers nevű gyerekcsapatban kezdett el futballozni. Itt figyeltek fel rá a Southampton játékosmegfigyelői, akik meg is hívták a klub akadémiájára. Iskolai éveit a St. Mary's College-ben töltötte, ahol az iskolai csapat kapitánya volt.

### Southampton
Ő volt a legfiatalabb játékos, aki pályára lépett a Southampton tartalékjai között, amíg Theo Walcott meg nem döntötte a rekordját. 2005-ben kölcsönben a Walsallhoz került, ahol első bajnokiján rögtön gólt is szerzett. Miután visszatért a Szentekhez, a 2005/06-os szezon előtti felkészülési időszakban ő is részt vett a csapat skóciai túráján, ahol jó teljesítményt nyújtott. 2005 augusztusa és 2006 januárja között kölcsönben a Bournemouth-ban szerepelt, ahol minden egyes bajnokin pályára lépett és hat gólt szerzett.
A Southampton első csapatában 2006. január 25-én, a Crystal Palace ellen mutatkozott be, a frissen kievezett menedzser, George Burley irányítása alatt. A következő meccsen, a Plymouth Argyle ellen megszerezte első gólját is, a találkozó 2-1-es vereséggel zárult. 2007. február 17-én, a Barnsley elleni 5-2-es siker alkalmával mesterhármast szerzett, két távoli lövésből, illetve egy büntetőből. A szezon végén ő is tagja volt annak a csapatnak, mely a rájátszás elődöntőjében alulmaradt a Derby Countyval szemben, sőt, egy látványos gólt is szerzett.

### Wolverhampton Wanderers
2009. július 1-jén Surman a Premier League-be frissen feljutott Wolverhampton Wanderershez igazolt, ahol három plusz egyéves szerződést írt alá. Egyes hírek szerint a klub 1,2 millió fontot fizetett érte. Átigazolása után Surman sajnálatát fejezte ki, amiért el kellett hagynia a komoly pénzügyi gondokkal küszködő Southamptont.
2009. augusztus 18-án, a Wigan Athletic ellen debütált, Greg Halfordot váltva csereként. Először 2009. november 21-én, a Chelsea ellen léphetett pályára kezdőként a Premier League-ben. Állandó helyet végül nem sikerült szereznie magának a Wolverhamptonban, minden sorozatot egybevéve mindössze kilencszer játszott a csapatban.

### Norwich City
Surman 2010. június 22-én a Championshipben szereplő Norwich Cityhez igazolt, ismeretlen összeg ellenében. Augusztus 6-án, egy Watford elleni 3-2-re elveszített mérkőzésen mutatkozott be új csapatában. Jó teljesítményt nyújtott a Norwichban, amíg 2010 szeptemberében meg nem sérült a térde egy edzésen. November 20-án, egy Leeds United elleni 1-1-es döntetlen alkalmával tért vissza. Egy Ipswich Town elleni 4-1-re megnyert meccsen kiújult a sérülése, ami miatt 2011 februárjáig nem játszhatott. Az első csapatban háromszor is csereként állt be, mire végül egy Barnsley elleni mérkőzésen ismét kezdő lehetett. Első gólját a Bristol City ellen szerezte, mellyel 3-1-es győzelemhez segítette csapatát. 2011. április 15-én Surman győztes gólt szerzett a Nottingham Forest elleni 2-1-es meccsen. Egy héttel később ismét betalált, ezúttal az Ipswich Town ellen, csapata végül 5-1-re győzött. A szezon végén a Norwich City hat év után ismét feljutott a Premier League-be.
Csapata első négy Premier League-mérkőzésén háromszor pályára lépett, majd elvesztette helyét a kezdő tizenegyben, amikor a menedzser, Paul Lambert átállt a 4-2-3-1-es formációra. Egészen november végéig várnia kellett, mire ismét kezdőként kapott lehetőséget. 2011. december 20-án ő szerezte az első gólt a Wolverhampton Wanderers ellen 2-2-es mérkőzésen. A szezon során a West Bromwich Albion, a Bolton Wanderers és a Manchester City ellen is betalált.
Miután a Norwich City sikeresen megőrizte helyét a Premier League-ben, Surman egy új, három évre szóló szerződést kötött a klubbal. "Remek érzés és komoly megtiszteltetés, hogy szerződést hosszabbíthattam a Norwich Cityvel. Nagyon élveztem az eddig itt töltött időt, alig várom a következő nagyszerű három évet" - mondta a szerződés aláírása után. 2012 októberében egy edzésen térdsérülést szenvedett, ami miatt a 2012-es év hátralévő részében már nem játszhatott.

### Bournemouth
2013. július 31-én a Bournemouth bejelentette, hogy egy évre kölcsönvette Surmant. Hamar fontos tagjává vált a csapatnak, a 2013/14-es idényben 35 alkalommal kapott lehetőséget. 2014. szeptember 1-jén a klub véglegesen is leigazolta. Ő is tagja volt annak a csapatnak, mely a 2014/15-ös szezonban bajnok lett a Championshipben és feljutott a Premier League-be.

## Válogatottbeli pályafutása
Surman az angol mellett a dél-afrikai válogatottban is szerepelhetne. 2007 szeptemberében meghívót kapott az angol U21-es válogatottba, a Montenegró és Bulgária elleni Eb-selejtezőkre. Szeptember 7-én, Montenegró ellen a második félidőben csereként beállva mutatkozott be, és gólt is szerzett, beállítva a 3-0-s végeredményt.
2012 szeptemberében Surman elárulta, hogy megkereste a Dél-afrikai labdarúgó-szövetség azzal kapcsolatban, hogy szeretne-e a dél-afrikai válogatottban játszani. Bár megtisztelőnek tartotta az ajánlatot, úgy döntött, hogy egyelőre szeretné félretenni a válogatottal kapcsolatos kérdéseket és inkább családjára, valamint a klubcsapatában nyújtott teljesítményére koncentrálna. Úgy érezte, a válogatott szereplés túl nagy terhet róna rá, különösen az Afrikai nemzetek kupáját figyelembe véve, mely miatt a fél világot át kellett volna utaznia.

## Sikerei, díjai

### Bournemouth
- Football League Championship
  - Bajnok: 2014/15

## Külső hivatkozások
- Andrew Surman pályafutásának statisztikái a Soccerbase oldalon (angolul)